# Hải Long đồn
Hải Long đồn (tiếng Trung: 海龙屯; nghĩa đen 'Lâu đài Rồng biển') là một pháo đài bị phá hủy nằm trên núi thuộc làng Hải Long Đồn, Tuân Nghĩa, tỉnh Quý Châu, Trung Quốc. Nó là thành trì của Thổ ty Bá Châu cho đến khi nó bị phá hủy trong cuộc nổi dậy Bá Châu giữa năm 1589 đến 1600. Hải Long đồn là một ví dụ về một lâu đài thời Trung cổ được bảo quản tốt ở Trung Quốc. Đây là một trong ba địa điểm thuộc Các di chỉ Thổ ty được UNESCO công nhận là Di sản thế giới vào ngày 3 tháng 7 năm 2015.
Hải Long đồn được xây dựng vào năm 1257 trong thời kỳ Nam Tống. Nó phục vụ như là thành trì của Thổ ty Bá Châu từ thời Nam Tống đến thời Nhà Minh. Năm thứ 28 dưới thời Hoàng đế Minh Thần Tông (năm 1600), nhà Minh đã đánh bại cuộc nổi dậy Bá Châu, pháo đài bị thiêu rụi.
Công sự này có diện tích 1,59 km vuông với 6 lối đi phía đông và 3 ở phía tây và bức tường dài 6 km. Bốn mặt của pháo đài được bao bọc bởi các vách đá và chỉ có duy nhất một lối vào từ đường núi. Kiến trúc của pháo đài phản ánh tầm quan trọng của nó. Cổng thành có hai tháp cung thủ với hệ thống hào sâu bao quanh.